# José María Miranda Serrano (Miranda)
José María Miranda Serrano (Miranda) (Guadix, Granada, 2 de noviembre de 1905 - 1971) fue un humorista gráfico español que desarrolló su actividad desde 1932 hasta su fallecimiento en 1971.
Reconocido en la ciudad de Granada por sus viñetas humorísticas en el periódico Ideal y por personajes como «El gato y la mosca», «Chiquito del sarampón» o «La Pepa, mujer de grandes proporciones».

## Historia
Nacido en Guadix, Granada, en la calle Marín de la Bárcena el 2 de noviembre de 1905. Su padre fue abogado Jesús Miranda y Muñoz y su madre Adoración Serrano Ortega, ambos accitanos. Fue bautizado en la parroquia de Santiago por Don Manuel López, canónigo de la catedral de Guadix.
Transcurrió sus primeros años en esta ciudad apacible hasta que a los seis años de edad se trasladó con su familia a la ciudad de Granada.
Desde pequeño sintió dos aficiones fuertes: el dibujo y el toreo. Su afición era tal que en una ocasión, de pequeño, no quiso lavarse las manos durante varios días porque estrechó las del famoso torero Juan Belmonte. En sus caricaturas refleja mucho el mundo del toreo en un personaje como «Chiquito del sarampión».
El dibujo fue su afición y vocación. Durante algún tiempo estuvo preparándose en academias militares pero lo dejó para dedicarse a dibujar. Nunca tuvo profesores de dibujo ni acudió a escuela alguna de arte; su formación fue autodidacta y quizás se debe a eso su estilo tan personal. En su familia nunca hubo antecedentes artísticos, si bien su madre en su juventud dio clases de pintura y trabajos al carbón.
Miranda, como se le conocía, desde muy joven comenzó a colaborar en revistas granadínas y nacionales, con lo que recibió varios premios. En un concurso juvenil, el premio de dibujo fue para él y el de literatura para Enrique Jardiel Poncela.
Se casó con Matilde Rodríguez con quien tuvo una hija.
Hasta su muerte en 1971 colaboró en la tira cómica del periódico Ideal de Granada.